# Coupe Memorial 1983
Navigation
Édition précédente Édition suivante
L'édition 1983 de la Coupe Memorial est présenté du 7 au 14 mai 1983 à Portland, Oregon. Elle regroupe les champions de chacune des ligues de niveau junior majeur, soit la Ligue de hockey junior majeur du Québec (LHJMQ), la Ligue de hockey de l'Ontario (LHO) et la Ligue de hockey de l'Ouest (LHOu)
Pour la première fois, le tournoi est disputé à quatre équipes, les Winter Hawks de Portland deviennent par le fait même la première à être incluse au tournoi en tant qu'équipe hôte et devient la première équipe hôte ainsi que la première formation américaine à remporter le tournoi.

## Équipes participantes
- Les Juniors de Verdun représentent la Ligue de hockey junior majeur du Québec.
- Les Generals d'Oshawa représentent la Ligue de hockey de l'Ontario.
- Les Broncos de Lethbridge représentent la Ligue de hockey de l'Ouest.
- Les Winter Hawks de Portland de la LHOu représentent l'équipe hôte.

## Classement de la ronde préliminaire
| Équipe                   | PJ | V | D | BP | BC | Pts |
| ------------------------ | -- | - | - | -- | -- | --- |
| Winter Hawks de Portland | 3  | 2 | 1 | 20 | 20 | 4   |
| Generals d'Oshawa        | 3  | 2 | 1 | 18 | 13 | 4   |
| Juniors de Verdun        | 3  | 1 | 2 | 11 | 15 | 2   |
| Broncos de Lethbridge    | 3  | 1 | 2 | 14 | 15 | 2   |

## Résultats

### Résultats du tournoi à la ronde
Voici les résultats du tournoi à la ronde pour l'édition 1983 :

### Phase finale

#### Demi-finale
| 12 mai 1983 | Generals d'Oshawa | 7-5 | Juniors de Verdun | Memorial Coliseum |

#### Finale
| 14 mai 1983 | Winter Hawks de Portland | 8-3 (2-1, 3-1, 3-1) | Generals d'Oshawa | Memorial Coliseum 9 527 spectateurs |

| Feuille de match | Feuille de match | Feuille de match                            | Feuille de match | Feuille de match |
| ---------------- | --- | ------------------------------------------- | --- | ---------------- |
|                  | Neely (Turcotte) — 2 min 34 s (SN) Turcotte (Duggan, Neely) — 6 min 25 s (SN) - Kromm (Sasser) — 26 min 30 s Neely (Yaremchuk, Heath) — 27 min 42 s - Hubbard (Heath, Yaremchuk) — 31 min 39 s Ferraro (G. Walker, Brandolini) — 42 min 37 s Heath (Yaremchuk, Duggan) — 46 min 18 s (SN) - Neely — 59 min 51 s | 1-0 2-0 2-1 3-1 4-1 4-2 5-2 6-2 7-2 7-3 8-3 | - DeGray (Hutchings, Gans) — 15 min 3 s - MacLean (Gans, Cirella) — 28 min 25 s (SN) - Hocey (Gans, Hutchings) — 48 min 16 s (SN) - |                  |
|                  | |                                             | |                  |
|                  | |                                             | |                  |
| 48               | Tirs | 31                                          | |                  |

## Effectifs
Voici la liste des joueurs des Winter Hawks de Portland, équipe championne du tournoi 1983 :
- Entraîneur : Ken Hodge
- Gardiens : Bruno Campese, Grey Hollomay, Mike Vernon¹.
- Défenseurs : Brian Curran, Brad Duggan, Kelly Hubbard, Jim Playfair, Bryan Walker,
- Attaquants : Curt Brandolini, Ray Ferraro, Terry Jones, Randy Heath, John Kordic, Derek Laxdal, Tim Lorenz, Cam Neely, Richard Kromm, Ray Podloski, Grant Sasser, Alfie Turcotte, Gord Walker et Ken Yaremchuk.

¹ Le gardien Mike Vernon fut prêté aux Winter Hawks par les Wranglers de Calgary à l'occasion du tournoi.

## Honneurs individuels
- Trophée Stafford-Smythe (meilleur joueur) : Alfie Turcotte (Winter Hawks de Portland)
- Trophée George-Parsons (meilleur esprit sportif) : David Gans (Generals d'Oshawa)
- Trophée Hap-Emms (meilleur gardien) : Mike Vernon (Winter Hawks de Portland)

Équipe d'étoiles :
- Gardien : Peter Sidorkiewicz (Generals d'Oshawa)
- Défenseurs : Joe Cirella (Generals d'Oshawa) et Jérôme Carrier (Juniors de Verdun)
- Centre : Ken Yaremchuk (Winter Hawks de Portland)
- Ailier gauche : Randy Heath (Winter Hawks de Portland)
- Ailier droit : John MacLean (Generals d'Oshawa)